# Clinton (Utah)
Clinton je město v okresu Davis County ve státě Utah ve Spojených státech amerických. K roku 2000 zde žilo 12 585 obyvatel. S celkovou rozlohou 14,3 km² byla hustota zalidnění 880 obyvatel na km².